# Chaetodon aureofasciatus
El Chaetodon aureofasciatus es una especie de pez mariposa marino, incluida en la familia Chaetodontidae. Su nombre más común en inglés es Golden butterflyfish, o pez mariposa dorado.
Es una especie común en su rango de distribución y con poblaciones estables. En la Gran Barrera de Arrecifes australiana se reporta, en 2008, una densidad de 0.3 individuos por 200 m².

## Morfología
Posee la morfología típica de su familia, cuerpo ovalado, en su caso casi circular, y comprimido lateralmente. Preopérculo obtuso-angular, suavemente aserrado. 
La coloración general del cuerpo es blanco plata, con un patrón en forma de red recubriendo el cuerpo. Tiene una banda naranja, bordeada en negro, que le cubre el ojo. Todas las aletas son amarillas, la dorsal y la anal están redondeadas y no son confluentes a la aleta caudal. Los juveniles son similares en apariencia a los adultos, aunque poseen un ocelo negro en mitad del cuerpo y otro en el pedúnculo caudal.
Tiene 11 espinas dorsales, entre 20 y 22 radios blandos dorsales, 3 espinas anales, y 17-18 radios blandos anales. Cuenta con 24 vértebras. 
Alcanza los 12,5 cm de largo.

## Hábitat y distribución
Especie asociada a arrecifes, y no migratoria. Habita arrecifes costeros e interiores. Con frecuencia en aguas salobres de desembocaduras de ríos. Los juveniles suelen habitar entre corales ramificados. Normalmente ocurren solitarios, en parejas, o en pequeños grupos.
Su rango de profundidad está entre 5 y 15 metros, aunque se localizan hasta los 70 m de profundidad.
Se distribuye en aguas tropicales y subtropicales, en la unión del océano Índico con el Pacífico. Es especie nativa de Australia; Indonesia; Papúa Nueva Guinea y Vietnam.

## Alimentación
Es una especie coralívora obligada, o que se alimenta sólo, o principalmente, de pólipos de coral. Aunque persiste en áreas de crecimiento coralino disperso

## Reproducción
Son dioicos, o de sexos separados, ovíparos, y de fertilización externa. El desove sucede antes del anochecer. Forman parejas durante el ciclo reproductivo, pero no protegen sus huevos y crías después del desove.
Hibrida con la especie emparentada C. rainfordi.